# Vie (Tiensuu)
Vie is een compositie van Jukka Tiensuu.
Tiensuu gaf zelf aan dat dit eendelige werk past binnen het genre Concert voor orkest. Dat is op zich opmerkelijk aangezien de componist meestal niets los liet over zijn werken. De partituur ging zoals vaker bij deze componist gepaard met een handleiding voor de uitvoering. Vie werd geschreven op verzoek van het Filharmonisch Orkest van Helsinki. Dat orkest gaf op 3 oktober 2007 de première onder leiding van Leif Segerstam.
Orkestratie:
- 2 dwarsfluiten (II ook piccolo), 2 hobo’s, 2 klarinetten, 1 basklarinet, 2 fagotten
- 2 hoorns, 2 trompetten, 2 trombones, 1 tuba
- pauken, 2 man/vrouw percussie
- violen, altviolen, celli, contrabassen